# Dmitry Mirimanoff
Dmitry Semionovitch Mirimanoff (em russo:  Дми́трий Семёнович Мирима́нов; Pereslavl-Zalessky, Rússia, 13 de setembro de 1861 — Genebra, Suíça, 5 de janeiro de 1945) foi um matemático russo naturalizado suíço.
Obteve o doutorado em ciências matemáticas em 1900, na Universidade de Genebra, e lecionou na Universidade de Genebra e na Universidade de Lausanne. Mirimanoff fez contribuições notáveis à teoria axiomática dos conjuntos e teoria dos números (relecionada especificamente ao último teorema de Fermat, sobre o qual correspondeu-se com Albert Einstein antes da Primeira Guerra Mundial). Em 1917 introduziu, embora não tão explicitamente como depois John von Neumann, a hierarquia cumulativa de conjuntos e a noção de números ordinais.
Dmitry Mirimanoff tornou-se membro da Sociedade Matemática de Moscou em 1897.

## Vida
Dmitry Semionovitch Mirimanoff nasceu um Pereslavl-Zalessky Pereslavl-Zalessky. Seus pais foram  Semion Mirimanovitch Mirimanoff (em russo:  Семён Мирима́нович Мирима́нов) e Maria Dmitrievna Rudakova (em russo:  Мари́я Дми́триевна Рудакова). Bisneto de Davyd A. (?) Mirimanian (depois Mirimanoff) (em russo:  Дави́д А. (?) Мириманян), um membro de uma antiga família armênia estabelecida na Geórgia e um cidadão honorário de Tbilisi.
Em ca. 1885 Dmitry Mirimanoff encontrou a francesa Malvina Geneviève Valentine Adriansen em Nice. Geneviève Adriansen aprendeu russo e aceitou a Igreja Ortodoxa Russa. Eles casaram em Genebra em 25 de outubro de 1897, e tiveram dois filhos: Alexander (depois Alexandre) Dmitrievitch Mirimanoff (em russo:  Алекса́ндр Дми́триевич Мирима́нов), nascido em Oranienbaum (atual Lomonosov) em 1898, e Andreï (depois André) Dmitrievitch Mirimanoff (em russo:  Андрей Дми́триевич Мирима́нов), nascido em Genebra em 1902.
A família viveu na Rússia (primeiro em Moscou, depois em São Petersburgo) até 1900, quando mudaram para Genebra (em busca de um clima melhor para a saúde abalada de Dmitry Mirimanoff). Após a Revolução Russa de 1917 eles não mais visitaram a Rússia, embora as irmãs de Dmitry Sophia e Lydia tenham permanecido lá. Dmitry Mirimanoff tornou-se cidadão suíço em 17 de setembro de 1926. Dmitry Mirimanoff morreu em 5 de janeiro de 1945 em Genebra.

## Obras

### Método da reflexão
Em 2008, Marc Renault publicou um artigo
no qual assinala que Dmitry Mirimanoff deve ser creditado pela criação do método da reflexão para resolver o teorema da eleição de Bertrand, e não Désiré André, a quem foi dado crédito durante longo tempo. Portanto, Donald Knuth, que leu o artigo de Renault, vai creditar Mirimanoff ao invés de Désiré André em futuras impressões do volume 1 de sua monografia The Art of Computer Programming.